# Цику, Казбек Асланбечевич
Казбек Асланбечевич Цику (25 июля 1935, аул Эдепсукай, Понежукайский район, Адыгейская автономная область, РСФСР — 17 июля 2012, Майкоп, Адыгея, Российская Федерация) — депутат Государственной думы первого и второго созывов, член КПРФ, Член Президиума ЦК (ЦИК) КПРФ в 1993-1997 гг.

## Биография
Родился в крестьянской семье. Окончил Буйнакский финансовый техникум, в 1961 г. — заочный факультет Ростовского института народного хозяйства по специальности «экономист», затем -
аспирантуру Ростовского института народного хозяйства. Кандидат экономических наук (1966), доцент. Член КПСС (1960—1991), член КПРФ.
- 1964—1965 гг. — старший преподаватель кафедры политической экономии Адыгейского государственного педагогического института (АГПИ),
- 1965—1966 гг. — инструктор Адыгейского обкома КПСС,
- 1966—1998 гг. — доцент кафедры политической экономии АГПИ,
- 1988 г. — заведующий кафедрой экономической теории АГПИ (в настоящее время Адыгейский государственный университет),
- 1993—1997 гг. — первый секретарь Адыгейского республиканского комитета партии.
- с 29 мая 1993 года по 20 апреля 1997 года — член Президиума ЦК (ЦИК) КПРФ,
- 1993—1999 гг. — депутат Государственной Думы первого и второго созывов по федеральному списку КПРФ, член Комитета по делам Содружества Независимых Государств и связям с соотечественниками,
- 1997 г. участвовал в выборах президента Республики Адыгея. Набрал 15,71 % голосов, уступив действующему президенту А. А. Джаримову и генеральному директору АО «Лукойл-нефтепродукт» А.Совмизу.

Круг научных интересов — вопросы совершенствования производственных отношений, роль социальных факторов в этом процессе.
Доверенное лицо Г. А. Зюганова в Адыгее.
До последнего времени работал секретарем и членом Бюро Комитета Адыгейского республиканского отделения КПРФ.